# Best Practice & Research Clinical Rheumatology
Best Practice & Research in Clinical Rheumatology, abgekürzt Best Pract. Res. Clin. Rheumatol., ist eine wissenschaftliche Fachzeitschrift, die vom Elsevier-Verlag veröffentlicht wird. Die Zeitschrift wurde 1987 unter dem Namen Baillière’s Clinical Rheumatology gegründet und erhielt 1999 den derzeit gültigen Namen. Sie erscheint mit sechs Ausgaben im Jahr. Es werden Arbeiten veröffentlicht, die sich mit rheumatischen Erkrankungen beschäftigen.
Der Impact Factor des Journals lag im Jahr 2014 bei 2,603. Nach der Statistik des ISI Web of Knowledge wird das Journal mit diesem Impact Factor in der Kategorie Rheumatologie an 15. Stelle von 32 Zeitschriften geführt.